# 卡尔-海因茨·卢克
卡尔-海因茨·卢克（德語：Karl-Heinz Luck，1945年1月28日—），德国男子北欧两项运动员。他曾代表东德参加1968年和1972年冬季奥林匹克运动会北欧两项比赛，其中1972年冬季奥运会获得一枚铜牌。